# Interdelta
Interdelta is een geslacht van vlinders van de familie uilen (Noctuidae).

## Soorten
- I. intermedia Bremer sensu Janse, 1937
- I. mediafricana Berio, 1964